# Historia del saneamiento ambiental
La historia del saneamiento ambiental hace parte del proceso de dominación de la naturaleza por parte de la sociedad. La evidencia más temprana de saneamiento urbano se ha visto en Harappa, Mohenjo-Daro y los recientemente descubiertos vestigios antiguos de Rakhigarhi, parte de la cultura del valle del Indo. Dentro de esta ciudad, las casas individuales o grupos de hogares contaban con agua extraída de pozos. Desde una habitación que parece haber sido dejada de lado para el baño, las aguas residuales se dirigían a los desagües cubiertos, que se alineaban en las calles principales.
Durante el Imperio romano la ingeniería sanitaria avanzó en gran medida con obras como los baños públicos, las termas, los acueductos, la evacuación de aguas residuales o la eliminación de desechos. Ciudades romanas y villas romanas como Pompeya y Herculano tenían elementos de sistemas de saneamiento: el suministro de agua en las calles de ciudades  y desagües para la recogida y eliminación de aguas residuales de las zonas pobladas - véase, por ejemplo la Cloaca Máxima en el río Tíber en Roma. 
Pero apenas hay constancia de otros servicios de saneamiento en la mayoría de Europa hasta la Alta Edad Media.Sin embargo en el Imperio Bizantino quien heredo los conocimientos y cultura  del Imperio Romano clásico continuo con esta cultura de ingeniería sanitaria como lo atestiguan obras como acueductos como el acuedunto de constantinopla , baños públicos, termas ,cisternas,presas,desagües etc .El Imperio bizantino (a diferencia del resto de Europa) fue de hecho un centro de desarrollo cultural ,de conocimientos y artes con población alfabetizada y culta e higiénica y en este aspecto de la ingeniería sanitaria no sería la excepción. Durante el renacimiento se continuó con dicha cultura al redescubrir la cultura greco-romana pero sería al inicio de la Edad Contemporánea ,a mediados del siglo XIX cuando se producen avances de importancia desde la época romana. De esta forma se concluye que la salud depende en gran medida de las condiciones socioeconómicas y del saneamiento medioambiental. Así se vio que mientras los habitantes de los lugares abandonados y sucios de las ciudades fueran incapaces de valerse por sí mismos y obtener viviendas mejores y más saludables, con aire y luz suficientes, con abastecimiento de agua potable y con sistemas de eliminación de aguas residuales, su salud y fuerza física se verían perjudicadas y sus vidas acortadas por la influencia del medio ambiente exterior. En consecuencia se tomaron medidas para la mejora del saneamiento y se crearon cuerpos sanitarios dedicados a la protección de la salud de las poblaciones.
Durante el siglo XX tanto la intensa industrialización como el crecimiento rápido de las poblaciones supuso una amenaza para la salud pública. Los más pobres vivían en condiciones poco saludables, hacinados en viviendas insalubres y resultando vulnerables a padecer enfermedades infecciosas. El hacinamiento, el saneamiento inadecuado y la ausencia de agua potable y alimentos no contaminados creaban las condiciones para la expansión de enfermedades epidémicas.